# Wolfgang Kramer
Pour les articles homonymes, voir Kramer.
Wolfgang Kramer (né le 29 juin 1942 à Stuttgart) est un auteur de jeux de société allemand. Il est l'auteur le plus primé par le prestigieux Spiel des Jahres, avec cinq récompenses obtenues.

## Ludographie sélective

### Seul auteur
- Heimlich & Co., 1984, Ravensburger / Amigo - Spiel des Jahres  1986
- Au voleur (Räubern), 1985, Ravensburger
- Le tour du monde en 80 jours (In 80 Tagen um die Erde), 1987, Ravensburger
- Auf Achse, 1987, F.X. Schmid - Spiel des Jahres  1987
- Le Fantôme de minuit (Mitternachtsparty)[1], 1989, Ravensburger / Amigo
- Corsaro[2], 1991, Herder Spiele - Sonderpreis Kinderspiel 1991
- 6 qui prend ! (6 nimmt!), 1994, Amigo / Gigamic
- Photo Mystère (Klappe auf!), 1994, Ravensburger
- Top Race[3], 1996, Pegasus / Magma
- Take 5 (Hornochsen!), 1999, Amigo / Gigamic
- Pat le pirate (Piraten-Pitt), 2000, Haba
- Ghost of the Moor, 2018, TMG
- 6 qui surprend ! (6 nimmt! 25 Jahre), 2019, Amigo / Gigamic

### Avec Ursula Kramer
- Grand safari (Abenteuer Tierwelt), 1985, Ravensburger - Essener Feder  1985
- Tiptoi-Voyage en France (Tiptoi Collection) Ravensburger edition 2013

### AvecJürgen P.K. Grunau
- Cash, 1990, Ravensburger

### AvecJürgen P.K. GrunauetHans Raggan
- Gulo Gulo, 2003, Zoch / Rio Grande Games
- Blox, 2008, Ravensburger

### AvecRichard Ulrich
- El Grande, 1995, Hans im Glück / Descartes / Filosofia - Spiel des Jahres  1996, Deutscher Spiele Preis  1996
- El Caballero, 1998, Hans im Glück
- Marchands du Moyen Age (Die Händler), 1999, Queen Games / Filosofia
- Les Princes de Florence (Die Fürsten von Florenz), 2000, Alea / Ystari Games - International Gamers Awards  multijoueurs 2001

### AvecMichael Kiesling
- Haste Worte?, 1997, F.X. Schmid
- Tikal, 1999, Ravensburger / Rio Grande Games / Super Meeple - Spiel des Jahres  1999, Deutscher Spiele Preis  1999, International Gamers Awards  multijoueurs 2000
- Java[4], 2000, Ravensburger
- Torres, 2000, Ravensburger - Spiel des Jahres  2000, Games Magazine Awards  2000
- Mexica, 2002, Ravensburger
- Pueblo, 2002, Ravensburger - Spiel der Spiele  2002
- Maharaja ou Raja, 2004, Phalanx Games / Asmodée, Nederlandse Spellenprijs  2004
- Australia, 2005, Ravensburger / Amigo, Games Magazine Awards  2006
- That's Life! (Verflixxt!), 2005, Ravensburger, Schweizer Spielepreis  famille 2005
- Celtica, 2006, Ravensburger
- Bison, 2006, Phalanx Games
- Cavum, 2008, QWG
- Tikal II, 2010, GameWorks
- Asara, 2010, Ravensburger
- Artus, 2011, Ravensburger & Alea
- Les Palais de Carrara (Die Paläste von Carrara), 2012, Hans im Glück / Filosofia
- Nauticus, 2013, Kosmos
- Gueules noires (Glück Auf), 2013, Pegasus / Eggertspiele / Gigamic
- Linko ! (Abluxxen), 2014, Ravensburger / Amigo
- Odyssée-Land (Abenteuerland), 2015, Haba
- Porta Nigra, 2015, Pegasus / Eggertspiele / Gigamic
- Reworld, 2017, Eggertspiele
- Renature, 2020, Pegasus / Matagot
- Savannah Park, 2021, Pegasus / Super Meeple
- Les Tours Ambulantes (Die wandelnden Türme), 2022, Abacusspiele / Oya

### Avec Horst-Rainer Rösner
- Tycoon, 1998, Jumbo
- El Capitán, 2007, Pro Ludo / Ystari

### Avec Markus Lübke
- Colosseum, 2007, Days of Wonder